# پیر فوگل
پیر فوگل (آلمانی: Pierre Vogel؛ زادهٔ ۲۰ ژوئیهٔ ۱۹۷۸) بوکسور اهل آلمان بود.